# Casa natale di Desiderio da Settignano
La casa natale di Desiderio da Settignano si trova in via del Fossataccio, 3 a Settignano, nelle vicinanze di Firenze.

## Storia e descrizione
La casa, struttura piuttosto semplice di tre piani, risale al Quattrocento. Qui nacque il grande scultore «di grazia grandissima e leggiadria» (Vasari) Desiderio da Settignano (1430 circa - 1464), nelle cui sculture il marmo sembra tramutarsi in cera e che fu famoso per i busti di donne e ragazzi. 
Vicino alla villa si trova un tabernacolo settecentesco in pietra serena e il tetto in cotto. Un tempo esso conteneva un affresco (oggi andato perduto), sostituito da un bassorilievo neo quattrocentesco raffigurante la Madonna col Bambino. Sul tabernacolo sono incise le parole: MONSTRA TE ESSE MATREM ("Dimostra di esser Madre", dal latino).
Si legge poi sulla targa in facciata: 
ove passò l'adolescenza 

Desiderio da Settignano 

scultore insigne

per grandiosa semplicità e grazia

te salutano sul finire del secolo decimonono

gli ammiratori di Lui

la cui vita recisa sì presto

da morte

a soli trentasei anni

nel MCCCCLXIV fu sì feconda

d'opere immortali

XVII settembre MDCCCLXXXIX»